# John Perceval (1er comte d'Egmont)
 (juin 2021).
Si vous disposez d'ouvrages ou d'articles de référence ou si vous connaissez des sites web de qualité traitant du thème abordé ici, merci de compléter l'article en donnant les références utiles à sa vérifiabilité et en les liant à la section « Notes et références ».
Pour les articles homonymes, voir John Perceval et Perceval (homonymie).
John Perceval (12 juillet 1683 – 1er mai 1748), 5e baronnet puis 1er comte d'Egmont, connu comme Sir John Perceval, 5e baronnet de 1691 à 1715, comme Lord Perceval de 1715 à 1722 et comme le vicomte Perceval de 1722 à 1733, est un homme politique anglo-irlandais.

## Biographie

### Jeunesse
Perceval est né à Burton, comté de Cork. Il est le second fils de Sir John Perceval, 3e baronnet, et de Catherine, fille de Edward Dering, 2e baronnet. Son père meurt quand il a deux ans, et en 1691, il succède à son frère aîné comme cinquième baronnet. L'année suivante, sa mère meurt également. Perceval fait ses études au Westminster School de Londres, et au Magdalen College. Toutefois, il quitte l'université sans diplôme.

### Carrière
En 1703, il est élu à la Chambre des communes irlandaise du comté de Cork, et en 1704, il est admis au Conseil privé d'Irlande. Perceval est de nouveau élu pour le comté de Cork en 1713. Il siège jusqu'en 1715, quand il est élevé à la pairie d'Irlande en tant que baron Perceval, de Burton dans le comté de Cork. En 1722, il est créé vicomte Perceval, de Kanturk dans le Comté de Cork, dans la pairie d'Irlande, avec le reste de ses héritiers mâles. Lord Perceval est élu à la Chambre des communes britannique pour Harwich en 1727, circonscription qu'il continue à représenter jusqu'en 1734. En 1733, il est fait comte d'Egmont dans la pairie d'Irlande. Toutefois, il rejette l'offre d'une Pairie d'Angleterre trois fois. Outre sa carrière politique, il est aussi un membre de la Royal Society.

## Journal
Son journal (publié par la Commission des manuscrits historiques) est une source importante sur l'histoire parlementaire dans les années 1730 et au début des années 1740.

## Famille
Lord Egmont épouse Catherine, fille de Sir Philip Parker, 2e baronnet, en 1710. Ils ont sept enfants, trois fils et quatre filles. Seuls trois des enfants ont atteint l'âge adulte.
Lord Egmont meurt à Londres en mai 1748, âgé de 64 ans. John, son aîné et seul fils survivant lui succède dans ses titres. Le septième fils de ce dernier est le Premier ministre Spencer Perceval.